# دختری در میان اتاق (فیلم کوتاه)
دختری در میان اتاق یک فیلم کوتاه ساختهٔ کریم لک‌زاده محصول ۱۳۹۵ است. این فیلم در سال ۱۳۹۶ برندهٔ بهترین فیلم کوتاه جشنواره بیروت شد.

## جوایز
- بهترین فیلم کوتاه در هفدهمین دورهٔ جشنواره فیلم بیروت[۱][۲]
- جایزه بهترین فیلم از نگاه تماشاگران در سی و سومین جشنواره بین‌المللی فیلم کوتاه تهران[۳]
- نامزد بهترین فیلمنامه و بهترین کارگردانی در هشتمین جشن مستقل فیلم کوتاه[۴]